# Església de Santa Creu (Palma)
L'Església de Santa Creu és una església parroquial gòtica de Mallorca que es troba al barri del Puig de Sant Pere.
És una de les primeres parròquies de Palma, originària del segle xiv, d'estil gòtic català. Es tracta de la segona parròquia en importància en el rang eclesiàstic de la ciutat, i la més extensa després de Santa Eulàlia. Té la coberta de volta de creueria, excepte el presbiteri que és de volta nervada. Davall del presbiteri es troba la cripta de Sant Llorenç, que forma part de l'antic museu parroquial.

## Història
Les obres s'iniciaren l'any 1335 en uns terrenys donats pel bisbe de Barcelona. S'utilitza la pedra de la pedrera reial de Bellver. Segons la cronologia es pot correspondre a la construcció de dues esglésies diferents: la primera, s'hauria acabat l'any 1371, la data de la fundació de la campana major, i la segona, que es podria haver iniciat cap al 1440, segons ens indica un document de 1445, que parla de la "nova església que s'està pujant". El 1564 es col·locà la clau de volta del presbiteri.

## Descripció
La planta configura una superfície amb una amplada de 26 metres que contrasta amb la seva longitud, de 48 metres. Les capelles laterals ocupen l'espai entre els contraforts. N'hi ha cinc d'absidals. Té coberta de Volta de creueria, excepte al presbiteri, que és de volta nervada.
El retaule major és d'estil barroc tardà, i presenta una imatge de Santa Helena i una altra de la Mare de Déu del Carme que denoten la tradició marinera de la parròquia. També es conserva una taula gòtica que presenta la Mare de Déu del Bon Camí, obra de Gabriel Mòger, del segle xvi. La tercera capella de la dreta acull la imatge gòtica de la Mare de Déu de Santa Creu i la tercera de l'esquerra és dedicada al Sagrat Cor de Jesús. En aquesta capella hi ha el sepulcre d'Antoni Barceló i Pont de la Terra, conegut popularment com el Capità Toni.
La façana principal està inacabada i, a la dreta, hi ha el campanar. La més interessant és la del lateral nord, situada al carrer de Santa Creu que presenta un portal essencialment barroc, aixecat damunt una escala de cinc graons i franquejat per estípits geomètrics, de tradició manierista i un frontó corbat trencat coronat per dues piràmides amb bolla i una creu central. El frontó emmarca un nínxol amb absis en forma de copinya que conté una imatge de Santa Helena.
D'aquesta església en destaca el seu gran orgue. Amb 3 teclats manuals, pedal de 30 notes i 45 registres, és un dels més grans de Mallorca.
La cripta de Sant Llorenç és al presbiteri de l'església i és de finals del segle xiii o de començament del xiv. Té la planta quadrangular envoltada per un deambulatori de cinc trams, quadrangulars i triangulars alternativament, amb cinc capelles situades entre els contraforts. La coberta és de volta de creueria sostinguda per quatre columnes octogonals amb capitells geomètrics. El portal d'accés és de llinda motllurada amb representacions zoomòrfiques en els capitells. Hi ha un retaule renaixentista dedicat a Sant Llorenç i un santcrist gòtic.

## Galeria

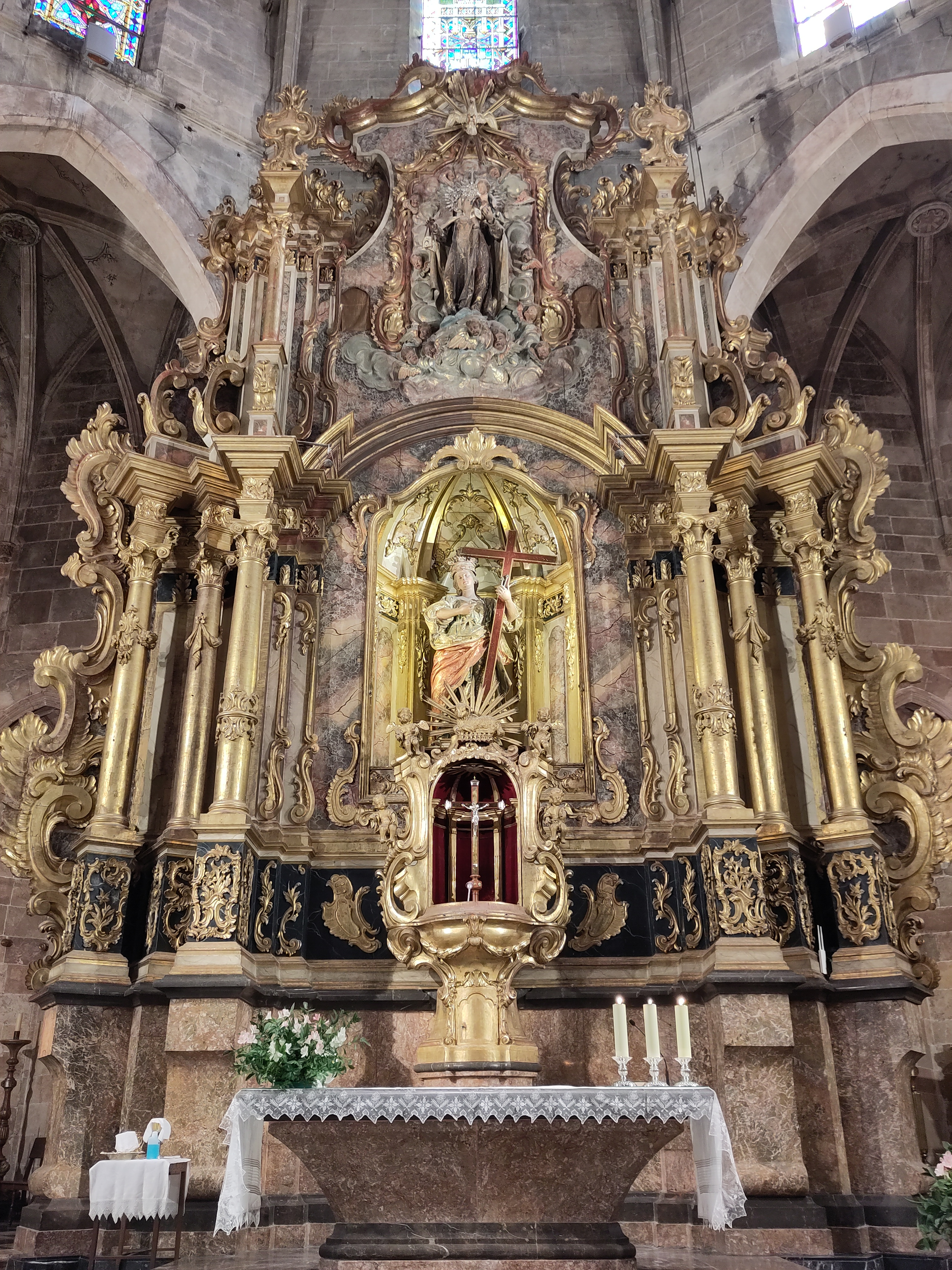
El retaule major
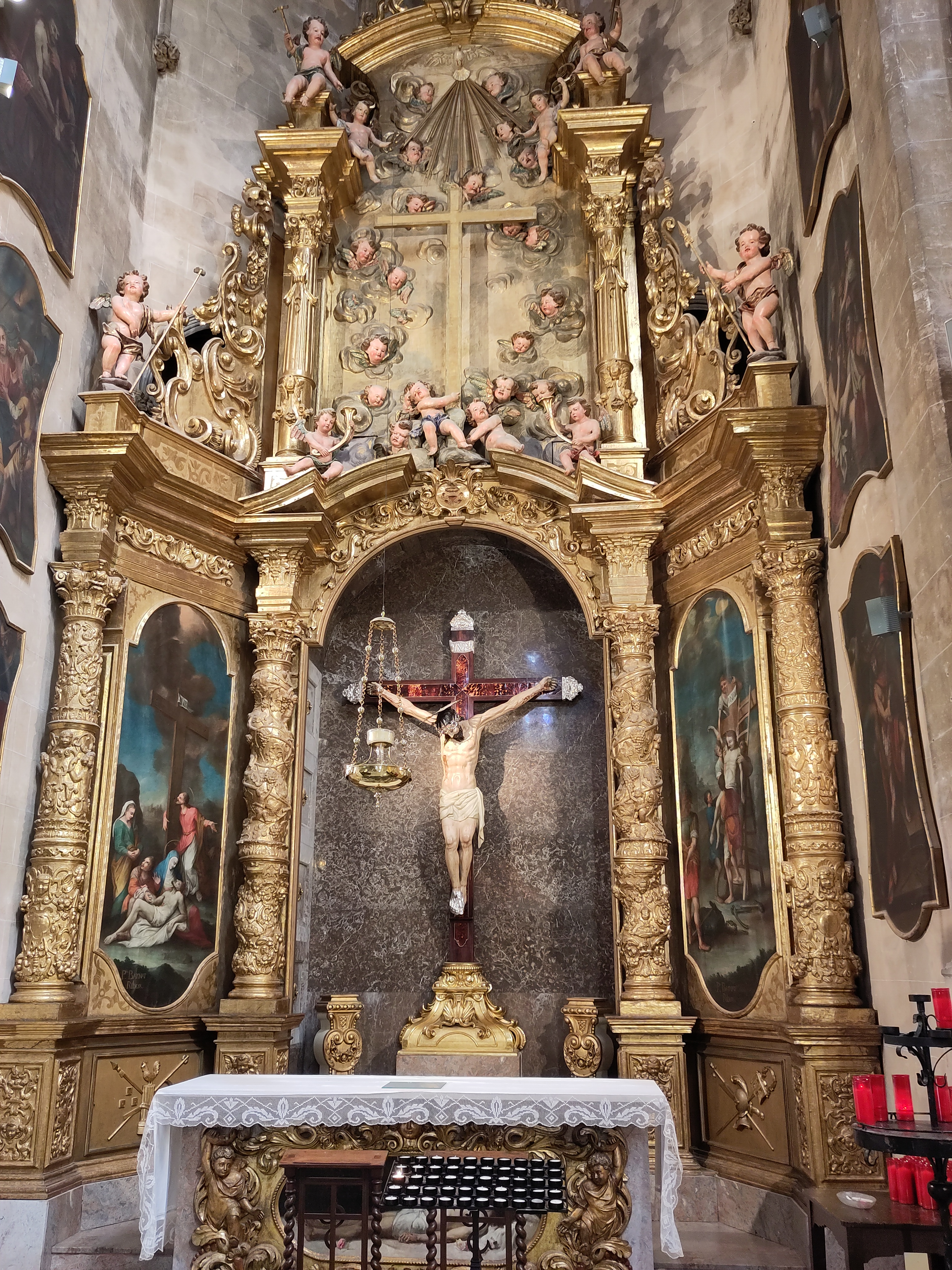
El Sant Crist de Santa Creu dins el seu retaule
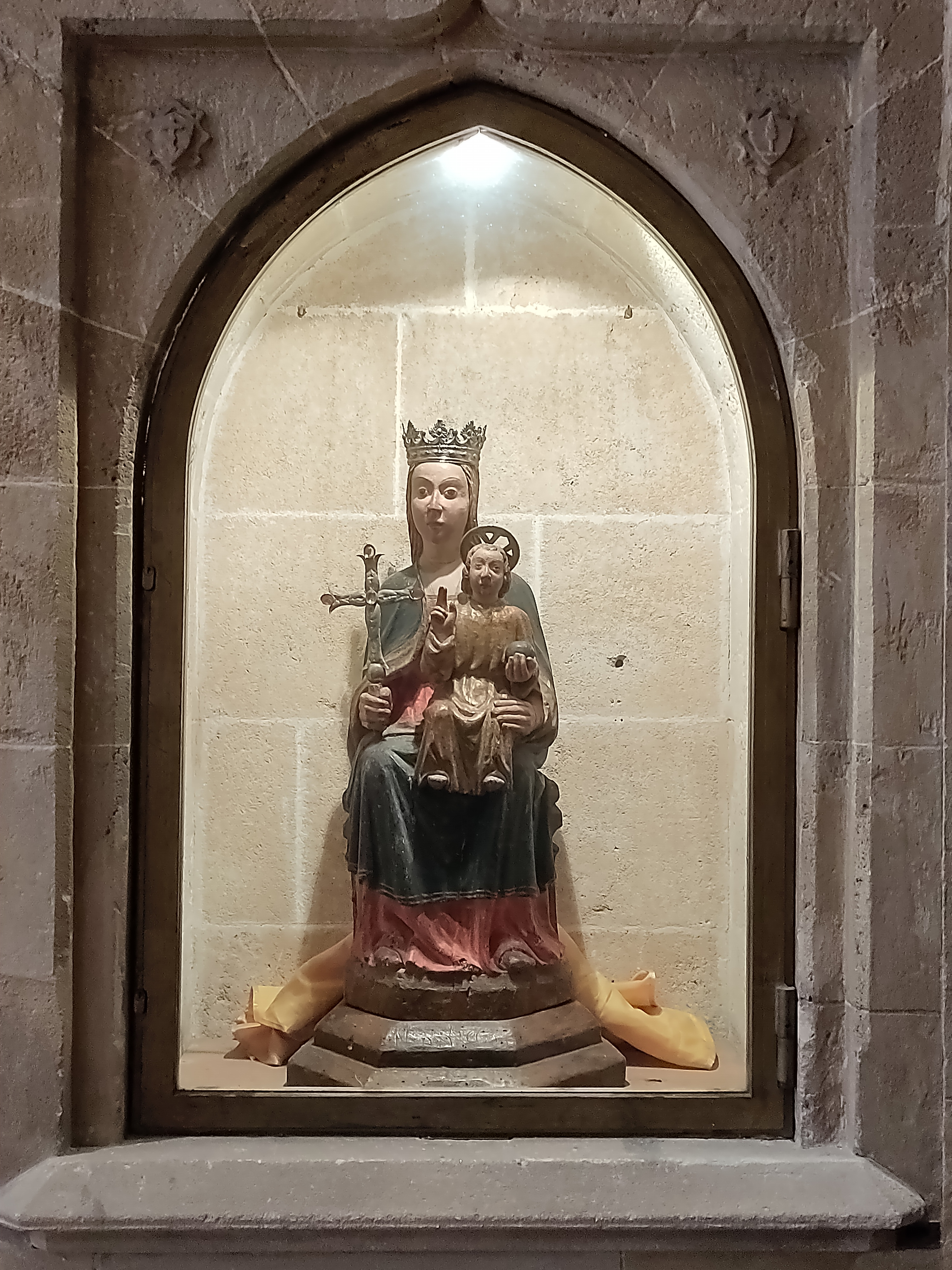
La Mare de Déu de Santa Creu
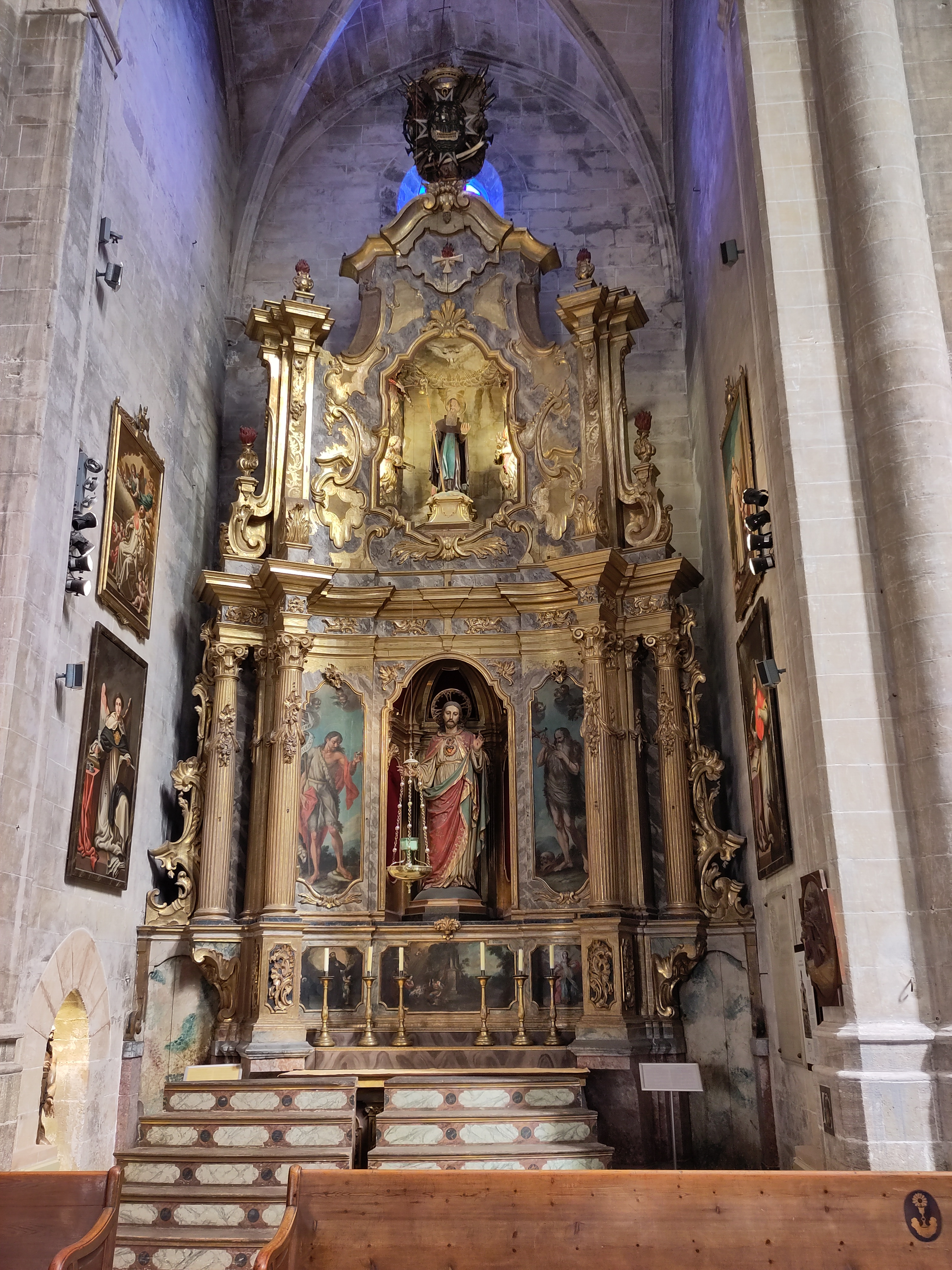
El retaule de Sant Antoni, on està enterrat el Capità Toni
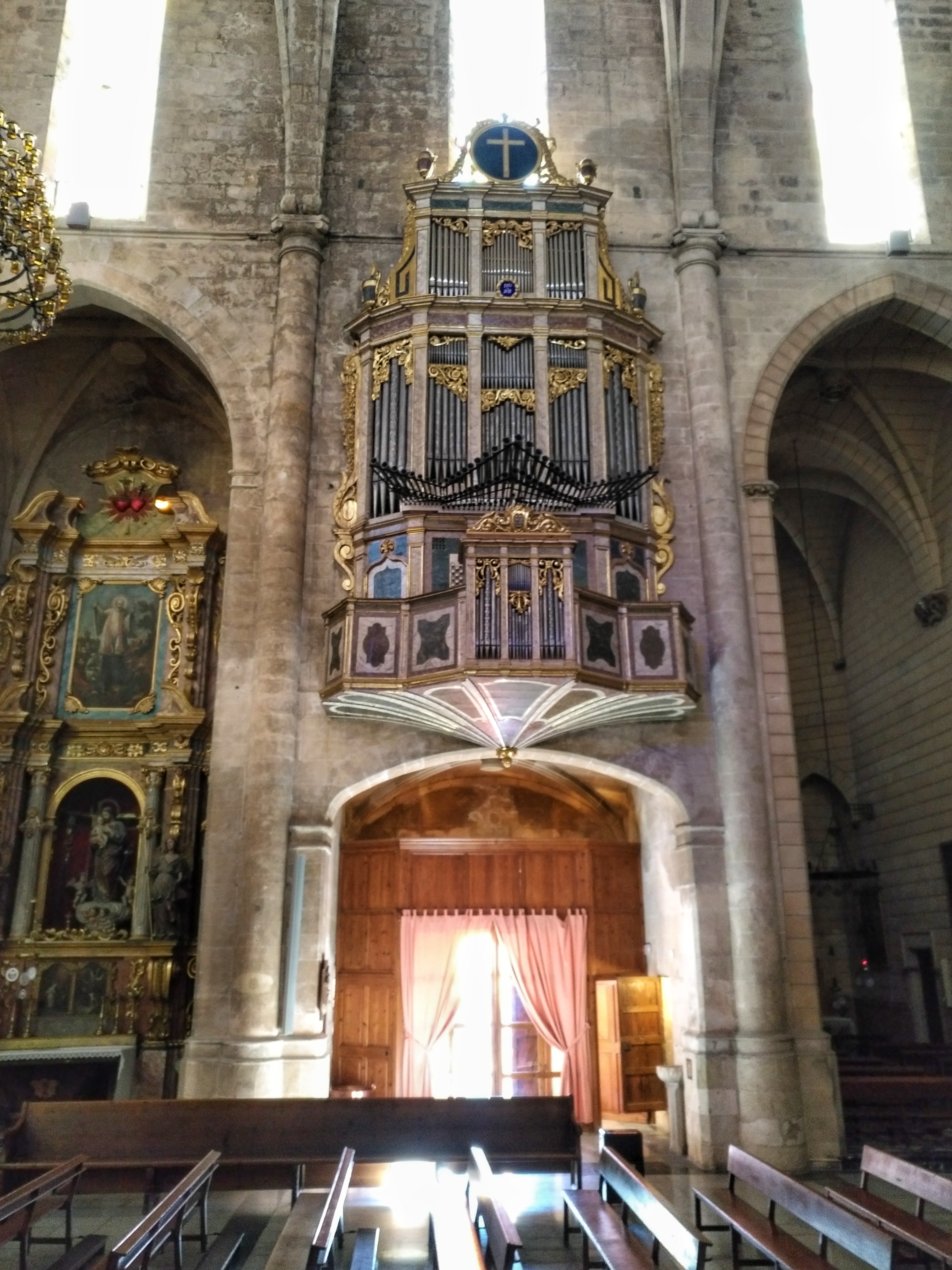
L'orgue
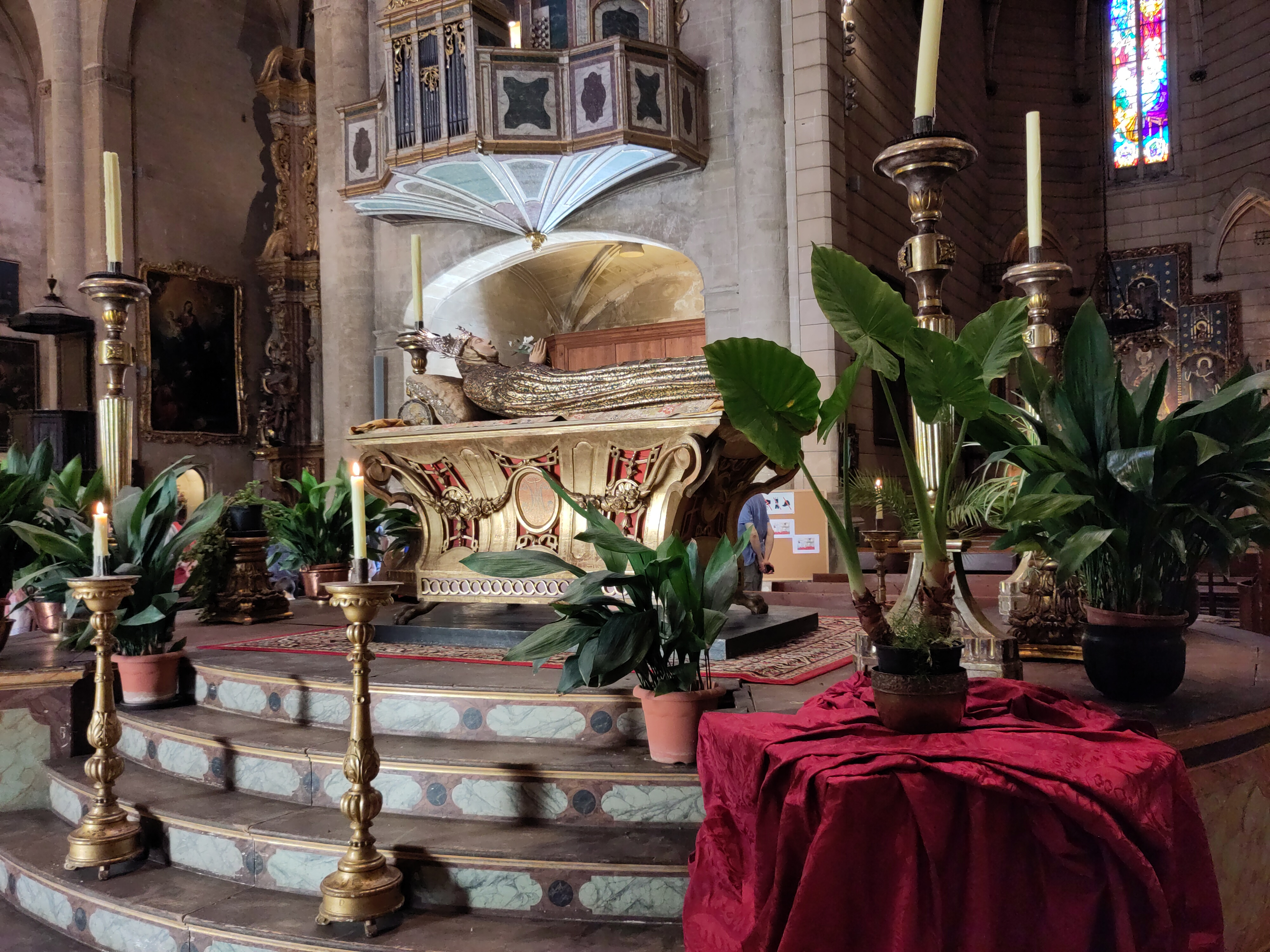
El llit de la Mare de Déu
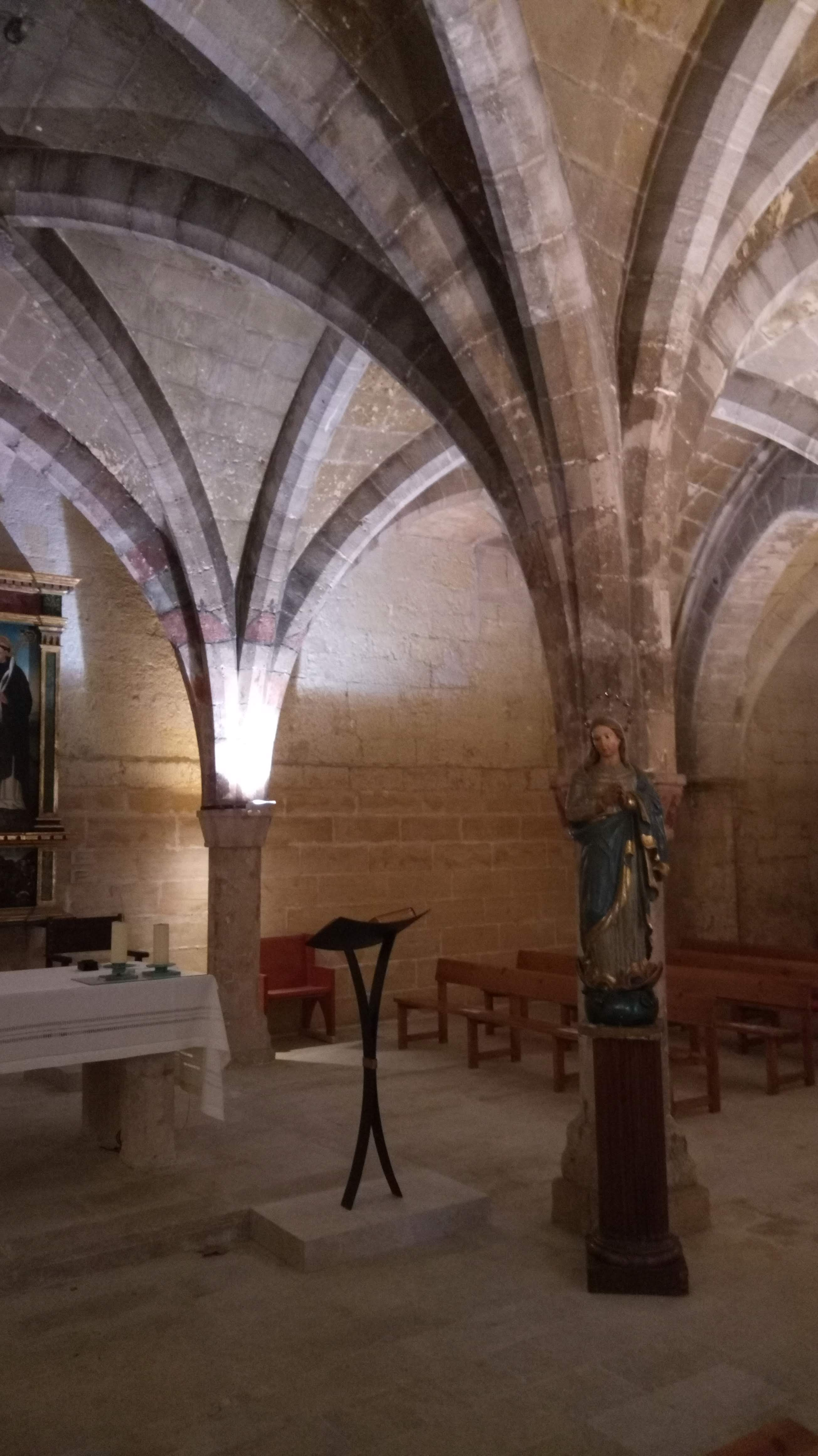
La cripta de Sant Llorenç